# Église Santa Maria a Cancello

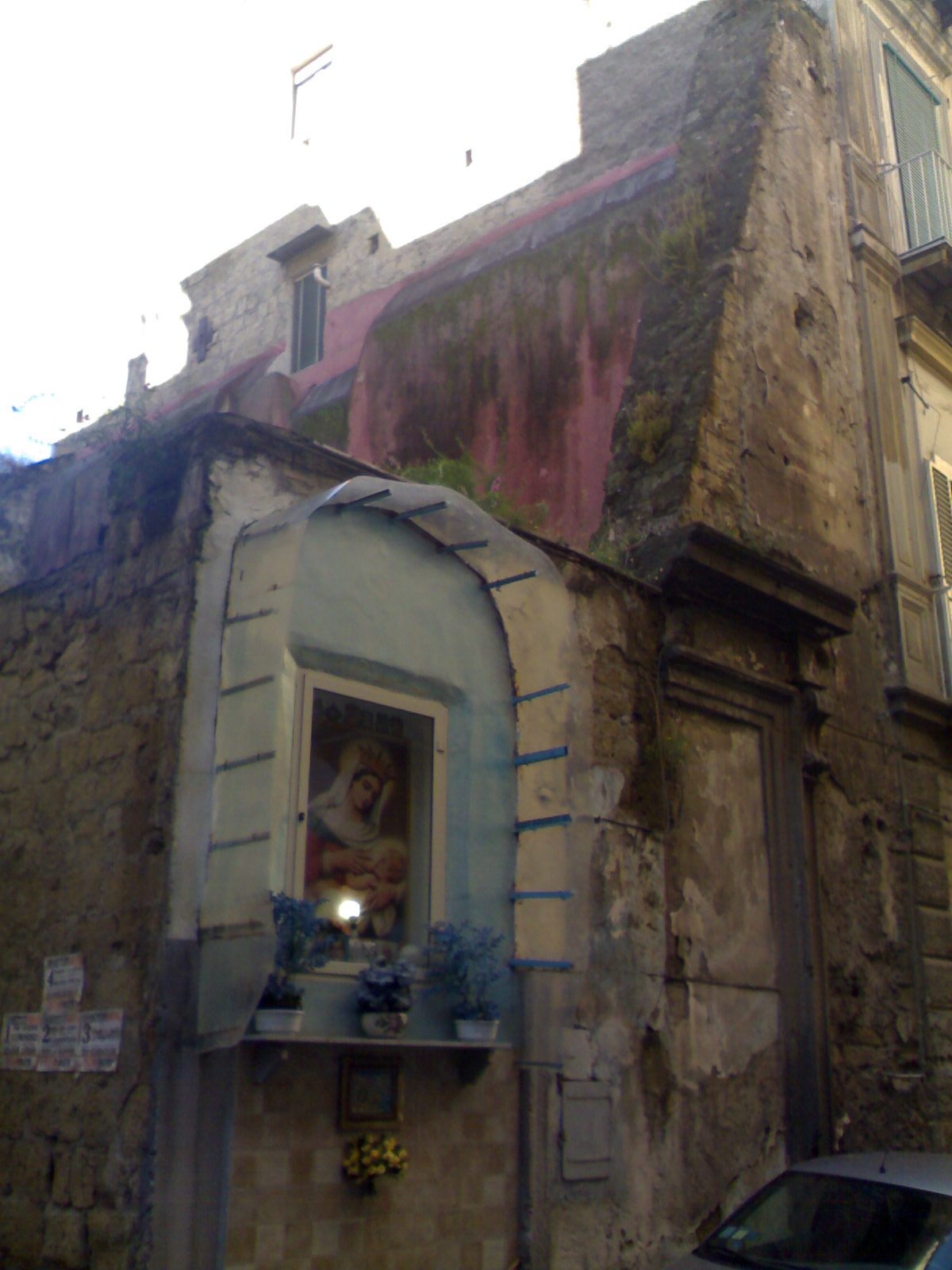
Restes de la façade de l'église.

L'église Santa Maria a Cancello est une église du centre historique de Naples dont il ne reste que quelques éléments.

## Histoire
La date exacte de sa fondation, à l'époque baroque, est inconnue, mais l'on sait que le cardinal Gesualdo l'a fondée comme siège paroissial et qu'elle a été confiée à une confrérie du Très-Saint-Sacrement en 1647. En 1806, elle perd son titre paroissial qui est transféré à l'église voisine de la Maddalena, démolie en 1955, et située en face de la basilique de la Très-Sainte-Annonciation-Majeure.
L'église est détruite par un bombardement américain en 1943 et les œuvres d'art qu'elle contenait disparaissent à jamais. Il ne subsiste qu'un fragment de la façade avec le portail muré de piperno et un petit édicule sacré présentant une Vierge à l'Enfant à la vénération des fidèles. Une partie du mur de soutènement s'appuie sur l'immeuble voisin.

## Source de la traduction
- (it) Cet article est partiellement ou en totalité issu de l’article de Wikipédia en italien intitulé « Chiesa di Santa Maria a Cancello » (voir la liste des auteurs).